# Петров, Владимир Иванович (лесовод)
Влади́мир Ива́нович Петро́в (10 октября 1937, село Васильевка, Верхне-Карачанский район, Воронежская область, РСФСР, СССР — 7 июня 2023) — советский и российский учёный в области лесного хозяйства, основное направление научной деятельности — управление природно-ресурсным потенциалом аридных экосистем лесомелиоративными методами. Доктор сельскохозяйственных наук (1990), профессор (2000), академик Российской академии сельскохозяйственных наук (1995) и Российской академии наук (2013). Лауреат Государственной премии СССР в области техники за 1986 год. Автор более 240 научных работ, методических указаний, научных рекомендаций, авторских свидетельств и патентов.

## Биография
Родился 10 октября 1937 года в селе Васильевка Верхне-Карачанского (ныне Грибановского) района Воронежской области. Окончил базовую школу в городе Новохопёрск в 1953 году, а в 1955 году — Новочеркасскую среднюю мужскую школу.
В 1960 году окончил лесохозяйственный факультет Новочеркасского инженерно-мелиоративного института. После этого был направлен по распределению в Ачикулакскую научно-исследовательскую лесную опытную станцию ВНИАЛМИ (село Ачикулак). Там проработал на должностях лесничего Махмудского лесничества (до 1962 года), младшего (до 1966 года) и старшего научного сотрудника (до 1972 года), заместителя директора по научной работе (до 1973 года).
Параллельно работе обучался в заочной аспирантуре ВНИАЛМИ под руководством доктора биологических наук Николая Филипповича Кулика, подготовил и в 1971 году защитил кандидатскую диссертацию по теме: «Солевой режим Терско-Кумских песков под защитными лесными насаждениями». По результатам защиты присвоена научная степень кандидата сельскохозяйственных наук.
В 1973 году перешёл на работу в Тебердинский государственный заповедник на должностях старшего научного сотрудника. В 1975 году стал заместителем директора по научной работе заповедника.
В 1976 году возвращается на работу во ВНИАЛМИ на должность старшего научного сотрудника отдела закрепления, облесения и сельскохозяйственного освоения песков. В 1980—1981 годах — заведующий лабораторией выращивания пастбищезащитных лесных насаждений. С 1981 по 1995 год — заведующий отделом освоения песков и мелиорации пастбищных угодий. В 1995—2010 годах — главный научный сотрудник, заведующий отделом лесоаграрного освоения малопродуктивных аридных территорий. С 2010 года — главный научный сотрудник сектора лесоаграрного освоения и лесохозяйственного обустройства земель засушливой зоны. В 2016 году институт реорганизован в Федеральный научный центр агролесомелиорации РАН.
С коллективом авторов разработал и внедрил новый метод облесения степных песчаных районов Европейской части СССР, за что был удостоен Государственной премии СССР в области техники за 1986 год.
В 1990 году получил степень доктора сельскохозяйственных наук после защиты диссертации в форме доклада по теме «Лесомелиорация Прикаспия», специальность «Агролесомелиорация и защитное лесоразведение».
В 1993 году стал членом-корреспондентом Российской академии сельскохозяйственных наук, в 1995 - академиком РАСХН. В 2000 году присвоено звание профессора. В 2013 году в связи с вхождением РАСХН в состав РАН становится академиком Российской академии наук по отделению сельскохозяйственных наук, секция земледелия, мелиорации, водного и лесного хозяйства.
В сферу его научных интересов входили проблемы управления природно-ресурсным потенциалом хрупких аридных экосистем лесомелиоративными методами. Разработал классификацию грунтовых вод по доступности древесным растениям в зависимости от условий залегания и химического состава, концепцию адаптивного лесоаграрного природопользования в аридном поясе через комплексную мелиорацию, также под его руководством разработана и реализована генеральная схема борьбы с опустыниванием Черных земель и Кизлярских пастбищ. По итогам работы в Калмыкии получил почётное званием «Заслуженный деятель Республики Калмыкия». Являлся региональным руководителем международных учебных курсов по проблемам борьбы с опустыниванием для специалистов стран Азии, Африки, Латинской Америки.
Скончался 7 июня 2023 года.

## Труды
По состоянию на 10 октября 2017 года опубликовал более 240 научных работ, в том числе 4 монографии, более 20 методических указаний и научных рекомендаций. Имеет 17 авторских свидетельств и патентов. Подготовил 5 докторов и 8 кандидатов наук. Ниже в прямом хронологическом порядке приведён список основных публикаций учёного, в том числе автореферат, диссертация и монографии.
- Петров В. И. Солевой режим Терско-Кумских песков под защитными лесными насаждениями : автореф. дис. ... канд. с.-х. наук. — Новочеркасск, 1971. — 20 с.
- Петров В. И. Лесомелиорация Прикаспия : дис. ... доктора с.-х. наук в форме науч. доклада. — Волгоград, 1989. — 50 с.
- Глобальные проявления изменений климата в агропромышленной сфере / под ред. акад. РАСХН А. Л. Иванова. — М. : Типография Россельхозакадемии, 2004. — 332 с. — УДК 504.7(G). — ISBN 5948730298. Соавторы: Кулик К. Н., Рулев А. С., Бакурова Б. К.
- Энциклопедия агролесомелиорации / Абакумова Л. И., Аверьянов О. А., Архангельская Г. П. [и др.] ; под общ. ред. Е. С. Павловского. — Волгоград : ВНИАЛМИ, 2004. — 676 с. — ISBN 5900761339.
- Петров В. И. Размещение защитных лесных насаждений на аридных пастбищах // Агроэкологическая оценка земель, проектирование адаптивно-ландшафтных систем земледелия и агротехнологий : метод. рук. / отв. ред. Кирюшин, В. И., Иванов А. Л. — М. : Росинформагротех, 2005. — С. 386—390. — 784 с. — УДК 631.58(G). — ISBN 5736705257.
- Кулик Н. Ф., Петров В. И. Опустынивание, пески, их закрепление и хозяйственное освоение // Агролесомелиорация / под ред. А. Л. Иванова, К. Н. Кулика. — 5-е, перераб. и доп. — Волгоград : ВНИАЛМИ, 2006. — С. 219—248. — 746 с. — 300 экз. — ББК П347. — УДК 630.266(G). — ISBN 5900761428.
- Опустынивание и комплексная мелиорация агроландшафтов засушливой зоны / Кулик К. Н., Габунщина Э. Б., Кружилин, И. П. [и др.] ; рец. Свинцов И. П. — Волгоград : ВНИАЛМИ, 2007. — 86 с. — УДК 634.93:631.6(G). — ISBN 5900761449.
- Петров, В. И. Использование лесонасаждений для повышения эффективности ветроэнергетических установок / В. И. Петров, С. Ю. Турко, Ю. И. Васильев. — Волгоград : ВНИАЛМИ, 2011. — ISBN 9785900761671.

## Награды
В составе коллектива учёных стал лауреатом Государственной премии СССР в области техники за 1986 год — «за разработку и внедрение методов облесения песков юга и юго-востока европейской части СССР».
Награждён медалью «Ветеран труда», золотой, серебряной и тремя бронзовыми медалями ВДНХ.
Лауреат премии Волгоградской области в сфере науки и техники (2001, 2008), заслуженный деятель науки Республики Калмыкия (2001), награждён почётными грамотами главы Администрации Волгоградской области (2001, 2010), Россельхозакадемии (2007).